# Thermophorèse
La thermophorèse, ou thermodiffusion, ou thermomigration, ou effet Soret, ou encore, effet Ludwig-Soret, est un phénomène observé dans les préparations de particules en mouvement où les différentes catégories de particules présentent des réponses différentes lorsqu'elles sont soumises à un gradient de température. Le terme de « thermophorèse » s'applique le plus souvent à des mélanges aérosols mais peuvent aussi bien faire référence à ce phénomène dans les différentes phases de la matière. Le terme d'« effet Soret » est normalement utilisé pour les préparations liquides qui se comportent selon des mécanismes différents et moins bien connus que les mélanges gazeux.

## Force thermophorétique
Le phénomène s'observe à l'échelle du millimètre, ou moins. Comme exemple de ce phénomène, qui peut être observé à l’œil nu avec un bon éclairage, on peut citer le barreau d'un chauffage électrique entouré de fumée de cigarette. En effet, dans ce cas, on observe que la fumée de cigarette est tenue légèrement à distance du barreau incandescent. Quand les molécules d'air qui sont les plus proches du barreau sont chauffées, elles créent un flux rapide en s'éloignant du barreau vers une zone plus froide du gradient de température. Dans ce mouvement, elles entrent en collision avec les particules de fumée de cigarette, plus grosses et plus lentes, et les poussent loin du barreau, ce qui permet l'observation. La force qui a poussé les particules de fumée à distance du barreau est un exemple de force thermophorétique.
La thermodiffusion est appelée « positive » lorsque les particules migrent de la région chaude à la région froide. On l'appelle « négative » lorsque c'est l'inverse. En général les particules les plus lourdes et les plus grosses présentent un comportement thermophorétique positif, et inversement pour les particules les plus petites et les plus légères. En plus de la taille, du poids des différentes particules et de la pente du gradient de température, la conductivité thermique des particules et leur coefficient d'absorption de la chaleur jouent un rôle important. Braun et al. ont émis l'idée que la charge et l'entropie de l'enveloppe d'hydratation des molécules pouvaient avoir un rôle très important dans la thermophorèse des biomolécules en solution aqueuse,.
La force thermophorétique conduit à des applications pratiques. Le principe général pour ces applications est la capacité de cette force à séparer différents types de particules après qu'elles ont été mélangées, ou de les empêcher de se mélanger si elles sont préalablement séparées.

## Applications
- Les ions constituant les impuretés des semi-conducteurs migrent de la partie froide d'un wafer vers sa partie chaude parce qu'une température plus élevée permet d'obtenir plus facilement l'état de transition nécessaire aux sauts atomiques. Selon les matériaux utilisés la diffusion à l'intérieur du gradient de température peut avoir lieu dans un sens ou dans l'autre (du froid vers le chaud ou du chaud vers le froid).
- La force thermophorétique est employée dans des précipitateurs commerciaux destinés aux mêmes applications que les précipitateurs électrostatiques.
- Elle est utilisée dans la fabrication de fibre optique avec la méthode MCVD (modified chemical vapor deposition). Des gaz passent à l'intérieur d'un tube et à l'aide d'une flamme appliqué sur l'extérieur du tube, un gradient thermique est créé et permet au gaz de se déposer sur la surface interne du tube grâce à la force thermophorétique.
- Elle est aussi un facteur important de transport des particules conduisant à l'entartrage.
- La thermophorèse a également un fort potentiel dans la recherche pharmaceutique car elle permet la détection d'aptamères liés en comparant les mouvements des molécules cibles suivant qu'elles sont liées ou non[4]. Cette nouvelle approche a été nommée « thermophorèse à micro-échelle » ou MST (de l'anglais Microscale thermophoresis)[5].
- De plus la thermophorèse est apparue comme une technique polyvalente dans la manipulation de macromolécules biologiques isolées (comme l'ADN), dans des micro ou macrocanaux chauffés de façon ciblée à l'aide d'un faisceau lumineux[6].
- La thermophorèse est une des techniques utilisée pour séparer différentes particules de polymères dans un champ de fractionnement de flux (FFF ou fractionnement par couplage flux-force)[7].

## Historique
C'est John Tyndall qui, le premier en 1870, observa l'effet thermophorétique dans un mélange de gaz. Le phénomène fut plus complètement expliqué en 1882 par John Strutt (Baron Rayleigh). La thermophorèse dans les mélanges de liquides fut étudiée et décrite la première fois par Carl Ludwig en 1856 et, plus tard, bien comprise par Charles Soret en 1879.
En 1873, James Clerk Maxwell écrit à propos des mélanges de différents types de molécules — y compris les petites particules de dimension supérieure à celle des molécules :

« Ce processus de diffusion [...] s'applique aux gaz et aux liquides et même à quelques solides. [...] La théorie dynamique prévoit aussi ce qui se passe dans le cas de chocs de molécules de différentes masses : une molécule de masse élevée se déplace plus lentement qu'une molécule plus légère ce qui, en moyenne, indique que toutes les molécules, quelle que soit leur taille, possèdent la même énergie cinétique. La démonstration de ce théorème sur la dynamique, dont je revendique la paternité, a été récemment apportée par Ludwig Boltzmann qui a largement étudié la question et a présenté les preuves nécessaires. ».
L'analyse thermodynamique de la thermophorèse a été conduite par Sydney Chapman.